# Brendan de Birr
Pour les articles homonymes, voir Brendan.
Brendan de Birr, un des douze apôtres de l'Irlande, fut élève à l'abbaye de Clonard, et ami de Brendan de Clonfert.

## Biographie
Brendan de Birr fonde le monastère de Birr en 540.
Lorsque saint Colomba fut convoqué au synode de Birr en 697, Brendan refuse de confirmer son excommunication.
Il intervient au synode de Birr contre l'excommunication de saint Columba qui par la suite, dans une vision, aurait contemplé des anges apportant au Paradis l’âme de Brendan,
Il meurt en 573, à Birr.
Il est fêté le 29 novembre, fête locale.